# بين لورانس (مخرج)
بين لورانس (بالإنجليزية: Ben Lawrence)‏ هو مصور ومخرج أسترالي، ولد في 1973.

## روابط خارجية
- بين لورانس على موقع IMDb (الإنجليزية)